# Julián Aude
Julián Ezequiel Aude Bernardi (Lanús, Provincia de Buenos Aires, Argentina; 24 de marzo de 2003) es un futbolista argentino. Juega de lateral izquierdo y su equipo actual es el Los Angeles Galaxy de la Major League Soccer.

## Trayectoria
Aude fue incorporado a las divisiones inferiores de Lanús proveniente del CBP Nicolás Avellaneda. Fue promovido al primer equipo en la temporada 2020.
Debutó en Lanús el 29 de noviembre de 2020 ante Talleres.

## Selección nacional
Formó parte del equipo que ganó el Campeonato Sudamericano Sub-17 de 2019. Sin embargo, se perdió la Copa Mundial de Fútbol Sub-17 de 2019 por una lesión.
Fue citado al Campeonato Sudamericano Sub-20 de 2023.

## Estadísticas

### Clubes
Actualizado hasta su último partido disputado el 7 de agosto de 2025.
| Club                        | Div.          | Temporada     | Liga  | Liga  | Liga   | Copas nacionales | Copas nacionales | Copas nacionales | Torneos internacionales | Torneos internacionales | Torneos internacionales | Total | Total | Total  |
| Club                        | Div.          | Temporada     | Part. | Goles | Asist. | Part.            | Goles            | Asist.           | Part.                   | Goles                   | Asist.                  | Part. | Goles | Asist. |
| --------------------------- | ------------- | ------------- | ----- | ----- | ------ | ---------------- | ---------------- | ---------------- | ----------------------- | ----------------------- | ----------------------- | ----- | ----- | ------ |
| C. A. Lanús Argentina       | 1.ª           | 2020          | —     | —     | —      | 6                | 0                | 0                | 1                       | 0                       | 0                       | 7     | 0     | 0      |
| C. A. Lanús Argentina       | 1.ª           | 2021          | 10    | 0     | 0      | 9                | 0                | 0                | 6                       | 0                       | 0                       | 25    | 0     | 0      |
| C. A. Lanús Argentina       | 1.ª           | 2022          | 13    | 0     | 1      | 5                | 1                | 0                | 2                       | 0                       | 0                       | 20    | 1     | 1      |
| C. A. Lanús Argentina       | 1.ª           | 2023          | 2     | 0     | 0      | —                | —                | —                | —                       | —                       | —                       | 2     | 0     | 0      |
| C. A. Lanús Argentina       | Total club    | Total club    | 25    | 0     | 1      | 20               | 1                | 0                | 9                       | 0                       | 0                       | 54    | 1     | 1      |
| L. A. Galaxy Estados Unidos | 1.ª           | 2023          | 22    | 0     | 1      | 3                | 1                | 0                | 2                       | 0                       | 0                       | 27    | 1     | 1      |
| L. A. Galaxy Estados Unidos | 1.ª           | 2024          | 26    | 1     | 2      | —                | —                | —                | —                       | —                       | —                       | 26    | 1     | 2      |
| L. A. Galaxy Estados Unidos | 1.ª           | 2025          | 22    | 0     | 0      | —                | —                | —                | 7                       | 1                       | 0                       | 29    | 1     | 0      |
| L. A. Galaxy Estados Unidos | Total club    | Total club    | 70    | 1     | 3      | 3                | 1                | 0                | 7                       | 1                       | 0                       | 82    | 3     | 3      |
| Total carrera               | Total carrera | Total carrera | 95    | 1     | 4      | 23               | 1                | 0                | 16                      | 1                       | 0                       | 136   | 4     | 4      |
| 1. 2.                       |               |               |       |       |        |                  |                  |                  |                         |                         |                         |       |       |        |

## Palmarés

### Títulos nacionales
| Título                | Equipo       | País           | Año  |
| --------------------- | ------------ | -------------- | ---- |
| MLS Conferencia Oeste | L. A. Galaxy | Estados Unidos | 2024 |
| Major League Soccer   | L. A. Galaxy | Estados Unidos | 2024 |

### Títulos internacionales
| Título                         | Equipo                        | Sede | Año  |
| ------------------------------ | ----------------------------- | ---- | ---- |
| Campeonato Sudamericano Sub-17 | Selección sub-17 de Argentina | Perú | 2019 |